# François-Régis Mughe
François-Régis Mughe, né le 16 juin 2004 à Douala, est un footballeur camerounais qui évolue au poste d'ailier à l'Olympique de Marseille.

## Biographie

### Carrière en club

#### Formation et arrivée en France
Originaire de Douala, capitale économique camerounaise, François-Régis Mughe intègre l'école de football Brasseries du Cameroun à l'âge de 12 ans. Vu comme un des meilleurs jeunes de son pays au coté de Carlos Baleba,, il rejoint ensuite la France et l'Olympique de Marseille en juin 2022, où il signe un contrat de 5 ans, étant initialement intégré à l'équipe reserve et les moins de 19 ans qui jouent la Youth League pour la saison 2022-23,,.

#### Débuts prometteurs à Marseille (2022-2023)
Déjà présent lors des matchs amicaux de la trêve hivernale avec le groupe d'Igor Tudor,, Mughe fait ses débuts professionnels avec l'équipe première de l'Olympique de Marseille le 1er mars 2023. Remplaçant un Jordan Veretout blessé dans les arrêts de jeu en Coupe de France contre le FC Annecy, il marque le but de l'égalisation 2-2, avant de voir son équipe s'incliner lors d'une séance de tirs aux but à laquelle il ne prend pas part,,,.
Il joue ensuite son premier match en Ligue 1 le 3 juin 2023, lors de la dernière rencontre de la saison contre l'AC Ajaccio,.
La saison suivante, Mughe fait ses débuts en Ligue des champions le 9 août 2023, entrant en jeu lors du match de qualification de l'OM contre le Panathinaïkós,.
Prenant rapidement en importance sous Marcelino, malgré une courte blessure,,, il signe une prolongation de contrat en décembre 2023, jusqu'en 2028,.

#### Prêts et blessures (2024-2025)
Le jeune camerounais n'a cependant pas la confiance du technicien italien Gennaro Gattuso, arrivé au cours de l'automne, pâtissant même d'un imbroglio autour de la CAN 2023 : après avoir refusé sa sélection, il est en retour bloqué par le Cameroun, qui l'empêche de jouer en club pendant la CAN,.
Il finit par partir en prêt en Ligue 2 en février 2024, à l'USL Dunkerque pour une durée de 6 mois,, mais une blessures empêche Mughe de vraiment retrouver du temps de jeu en en deuxième division française.
De retour à Marseille, il est cette fois relégué à l'équipe reserve par le nouvel entraîneur Roberto De Zerbi. En janvier 2025, il est ainsi cédé à l'Athens Kallithea en championnat de Grèce, sous la forme d'un prêt avec option d'achat,.
Mais son prêt à Athènes  ne commence pas sous les meilleurs auspices : il écope d'un carton rouge lors de sa première entrée en jeu puis et suspendu en conséquence,. Et s'il parvient malgré cet épisode à enchaîner les matchs dans un second temps,, son prêt est une nouvelle foi coupé court par une blessure.

### Carrière en sélection
François-Régis Mughe est sélectionné avec les moins de 17 ans du Cameroun pour la Coupe d'Afrique des Nations 2021, un tournoi finalement annulé en raison du covid.
Il joue ensuite avec les moins de 23 ans camerounais lors des matches de qualification à la Coupe d'Afrique des Nations en mars 2023.
ll est sélectionné avec l'équipe senior le 29 août 2023, ne pouvant toutefois pas honorer sa première cap suite à une blessure à l’entraînement.
Sélectionné pour disputer la CAN 2023 en Côte d'Ivoire, il décline l'appel de son sélectionneur pour se concentrer avec l'Olympique de Marseille, choix qu'il dit regretter par la suite, n'ayant pas su gagner la confiance du coach marseillais Gattuso, suite à ce refus.

## Style de jeu
Mughe est un ailier droitier avec un bon pied gauche, capable d'évoluer des deux coté de l'attaque, voire comme attaquant de soutien dans un système à deux pointes. Il est décrit comme un joueur bon techniquement et particulièrement rapide, fort dans les un contre un notamment grâce à son explosivité et ses capacités de drible,,.
Comparé à Ousmane Dembélé au Cameroun pour son alliage vitesse-technique-versatilité, Mughe cite en revanche Kingsley Coman parmi ses modèles.

## Statistiques
| Saison                | Club                    | Championnat           | Championnat | Championnat | Championnat | Coupe(s) nationale(s) | Coupe(s) nationale(s) | Coupe(s) nationale(s) | Compétition(s) continentale(s) | Compétition(s) continentale(s) | Compétition(s) continentale(s) | Compétition(s) continentale(s) | Total | Total | Total |
| Saison                | Club                    | Division              | M.          | B.          | P.d.        | M.                    | B.                    | P.d.                  | Comp.                          | M.                             | B.                             | P.d.                           | M.    | B.    | P.d.  |
| 2022-2023             | Olympique de Marseille  | Ligue 1               | 1           | 0           | 0           | 1                     | 1                     | 0                     | C1                             | -                              | -                              | -                              | 2     | 1     | 0     |
| 2023-2024             | Olympique de Marseille  | Ligue 1               | 5           | 0           | 0           | -                     | -                     | -                     | C1+C3                          | 1+1                            | 0                              | 0                              | 7     | 0     | 0     |
| Sous-total            | Sous-total              | Sous-total            | 6           | 0           | 0           | 1                     | 1                     | 0                     | -                              | 2                              | 0                              | 0                              | 9     | 1     | 0     |
| 2023-2024             | USL Dunkerque (prêt)    | Ligue 2               | 5           | 0           | 0           | -                     | -                     | -                     | -                              | -                              | -                              | -                              | 5     | 0     | 0     |
| 2024-2025             | Athens Kallithéa (prêt) | Super League          | 5           | 0           | 0           | -                     | -                     | -                     | -                              | -                              | -                              | -                              | 5     | 0     | 0     |
| Total sur la carrière | Total sur la carrière   | Total sur la carrière | 16          | 0           | 0           | 1                     | 1                     | 0                     | -                              | 2                              | 0                              | 0                              | 19    | 1     | 0     |

## En équipe nationale
| Saison                | Sélection             | Phases finales        | Phases finales | Phases finales | Phases finales | Éliminatoires CDM | Éliminatoires CDM | Éliminatoires CDM | Éliminatoires CAN | Éliminatoires CAN | Éliminatoires CAN | Matchs amicaux | Matchs amicaux | Matchs amicaux | Total | Total | Total |
| Saison                | Sélection             | Compétition           | M              | B              | Pd             | M                 | B                 | Pd                | M                 | B                 | Pd                | M              | B              | Pd             | M     | B     | Pd    |
| --------------------- | --------------------- | --------------------- | -------------- | -------------- | -------------- | ----------------- | ----------------- | ----------------- | ----------------- | ----------------- | ----------------- | -------------- | -------------- | -------------- | ----- | ----- | ----- |
| 2023-2024             | Cameroun              | -                     | -              | -              | -              | -                 | -                 | -                 | 0                 | 0                 | 0                 | -              | -              | -              | 0     | 0     | 0     |
| Total sur la carrière | Total sur la carrière | Total sur la carrière | -              | -              | -              | -                 | -                 | -                 | 0                 | 0                 | 0                 | -              | -              | -              | 0     | 0     | 0     |